# Benavent de Segrià
Benavent de Segrià település Spanyolországban, Lleida tartományban. Benavent de Segrià Vilanova de Segrià, Corbins, Torre-serona, Torrefarrera és Rosselló községekkel határos. Lakosainak száma 1578 fő (2024).

## Népesség
A település lakosságának változását az alábbi diagram mutatja:
| Lakosok száma | 32   | 674  | 842  | 821  | 732  | 1178 | 1489 | 1516 | 1499 | 1578 |
|               | 1717 | 1887 | 1936 | 1960 | 1986 | 2004 | 2009 | 2014 | 2019 | 2024 |